# Kisfüzes
Kisfüzes es un pueblo en el condado de Heves, Hungría.

## Ubicación
Kisfüzes se encuentra en el noroeste del condado de Heves, en la cresta de Mátra, 5 km al sureste de la ciudad de Pétervására. Con apenas 116 habitantes, es el asentamiento más pequeño del condado, con una superficie de tan solo 4,81 km2. Se encuentra en una zona montañosa del valle bajo las montañas de Sóhegy y Csengárnyék, junto al arroyo Határlaposi. El arroyo Tarna discurre por su frontera.

## Historia
La primera mención documentada del pueblo data de 1296 con el nombre de Fyzes. Posteriormente fue conocido como Füzes hasta que adoptó el nombre actual de Kisfüzes en 1903.
En 1311, el rey Carlos Roberto concedió  la ciudad de Pétervására y los pueblos circundantes, incluyendo Füzes, al voivoda de Transilvania Tamás Szécsényi. En 1426, pertenecía a la familia Ivády, y en 1489, a la familia Kormos. El asedio de Eger y las incursiones turcas en el norte también afectaron al asentamiento en 1552. Los turcos lo destruyeron, la población se marchó y el pueblo quedó despoblado.
Permaneció deshabitada durante todo el siglo XVII hasta que a principios del siglo XVIII, los habitantes de Pétervására comenzaron a utilizar sus tierras. En 1770 el pueblo solo contaba con tres siervos, que además debían segar durante una semana en Tenk para luego ir a Varbóc. Su población era de 159 habitantes en 1786 y de 235 en 1860.
En 1900, 236 ciudadanos de nacionalidad húngara vivían en el asentamiento. Cuarenta y cinco lugareños participaron como soldados en la Primera Guerra Mundial, de los cuales nueve fallecieron.